# CFR Cluj
El Fotbal Club Căile Ferate Române 1907 Cluj (en español: Club de Fútbol Ferrocarriles Rumanos de Cluj desde 1907), conocido simplemente como FC CFR 1907 Cluj, es un club de fútbol rumano de Cluj-Napoca, fundado en 1907. El equipo debe su nombre a la empresa nacional de ferrocarriles Căile Ferate Române, aunque actualmente no mantienen ninguna vinculación. Disputa sus partidos como local en el estadio Dr. Constantin Rădulescu y juega en la Liga I, la máxima competición del fútbol rumano.
Durante buena parte de su historia, el CFR Cluj ha permanecido en las divisiones inferiores del fútbol rumano. Su mejor etapa en el siglo XX fue en los años 1970, cuando el club permaneció cinco temporadas en la Divizia A. Sin embargo, una serie de malos resultados en los siguientes años situaron en la Divizia C a la entidad, que estuvo a punto de desaparecer por problemas económicos.
Su situación cambió en 2002, cuando el dueño de concesionarios y empresario Árpád Pászkány se convirtió en el accionista mayoritario. El nuevo propietario invirtió dinero para profesionalizar la entidad, que llegó a la máxima categoría rumana en 2004. Desde entonces, ha ganado ocho ligas, cinco copas y cuatro supercopas nacionales. Su tradicional rival es el Universitatea Cluj.

## Historia

### Primeros años

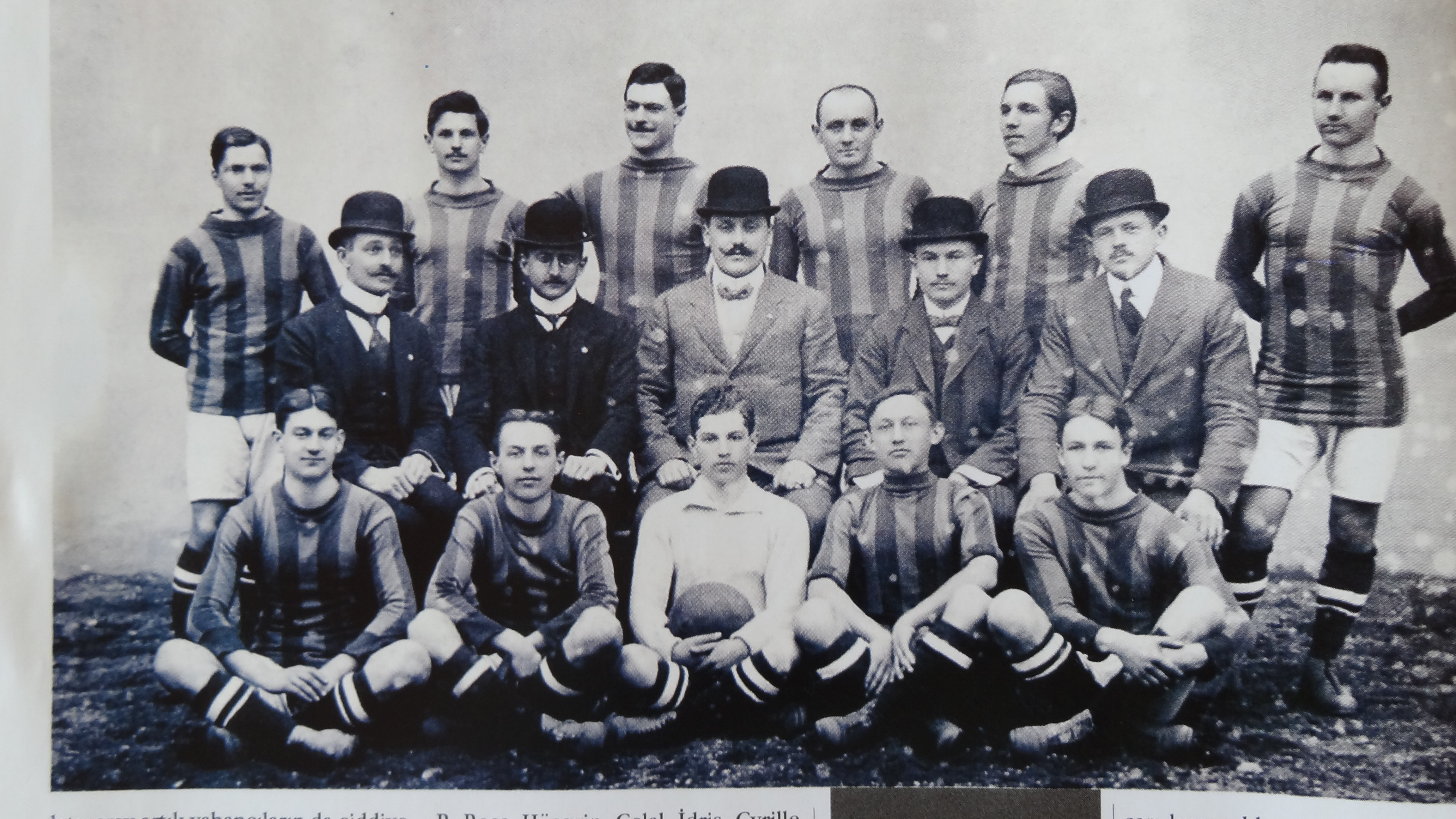
Imagen del Kolozsvári Vasutas Sport Club, 1911

El equipo se fundó en 1907, cuando Cluj-Napoca formaba parte del Imperio Austrohúngaro. Su primer nombre fue Kolozsvári Vasutas Sport Club (idioma húngaro, traducible como "Club Deportivo de Ferrocarriles Cluj-Napoca"), jugó en categorías regionales y estaba formado por los trabajadores de los ferrocarriles de la zona. En 1911 el equipo empezó a disputar el campeonato de fútbol de Transilvania, donde venció en 1911 y terminó segund los tres siguientes años, antes de que el torneo se paralizara por la Primera Guerra Mundial.
Tras el final del conflicto, Cluj-Napoca pasó a formar parte de Rumanía, que contaba con su propia empresa de ferrocarril, Căile Ferate Române. La compañía se convirtió en el nuevo dueño de la entidad, a la que modificó su nombre por el de CFR Cluj. El club ganó dos campeonatos regionales en 1919 y 1920, y en 1921 apoyó la formación de un campeonato nacional de fútbol rumano. CFR Cluj permaneció en las divisiones inferiores hasta 1934, cuando ascendió a Divizia B por primera vez en su historia, y alternó la segunda y tercera categoría hasta el estallido de la Segunda Guerra Mundial.
Cuando la guerra concluyó, CFR Cluj se fusionó con un equipo de la máxima categoría rumana, el Ferar Cluj. Su primera temporada fue en 1947/48, y descendió dos campañas después. En 1960 absorbió al Rapid Cluj, lo que obligó a varios cambios de nombre en ese año (CSM Cluj) y en 1964 (Clujeana). Tres años después, recuperó su denominación original.

### Etapa en Primera división

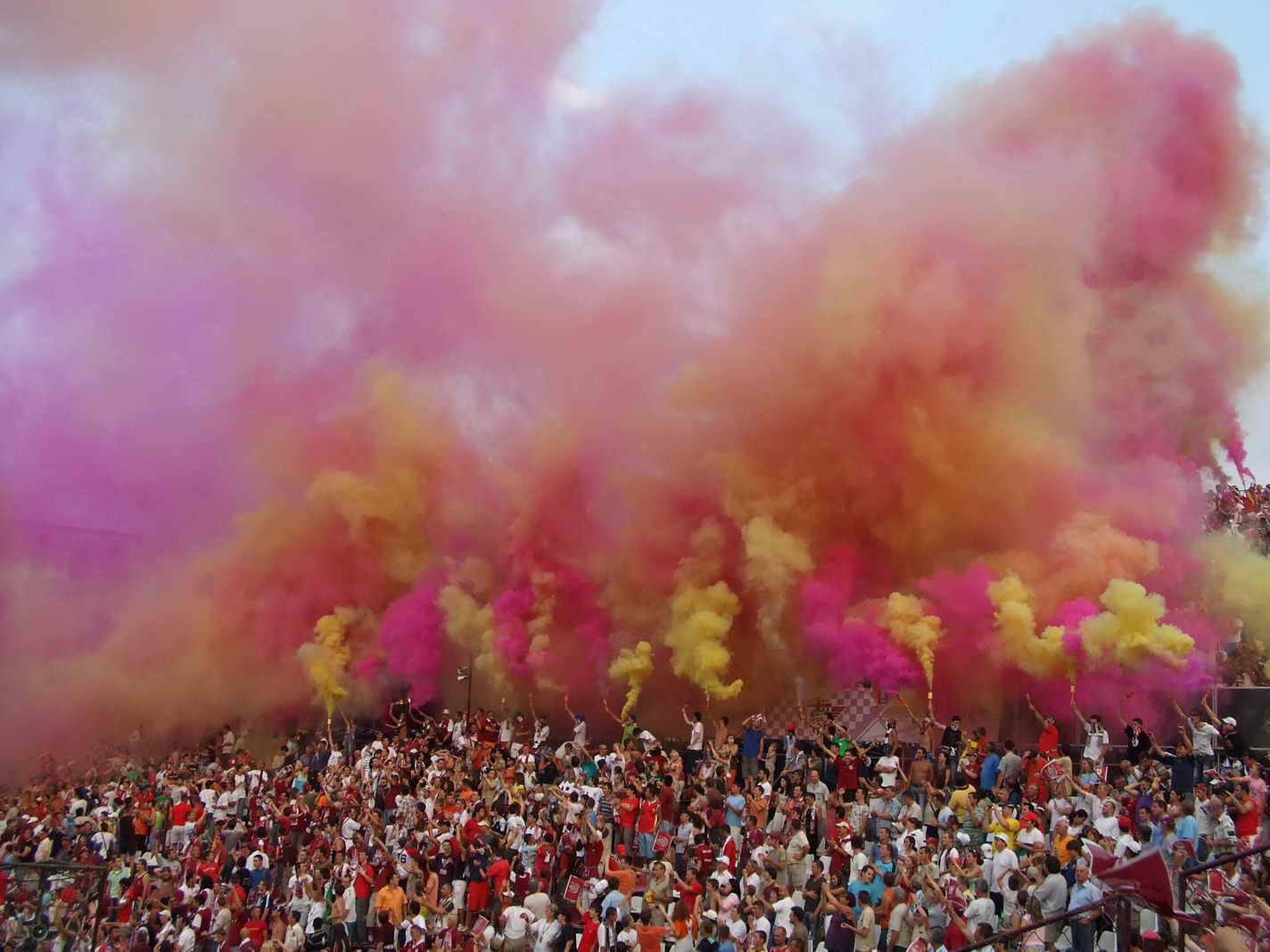
Aficionados del CFR en casa.

En 1969, CFR Cluj se proclamó campeón de la segunda categoría y subió a Divizia A, siendo su segunda presencia en la categoría y su primer ascenso por méritos deportivos. En su debut en la campaña 1969/70, el equipo estuvo a las órdenes de Constantin Rădulescu, miembro de la selección de Rumanía en el Mundial de 1930. Cluj logró la permanencia al quedarse un punto por encima de la zona de descenso, y en siguientes campañas luchó por asegurar la permanencia.
Sin embargo, para la temporada 1972/73 CFR Cluj se reforzó con buenos jugadores de la zona de Transilvania como Mihai Adam, máximo goleador con el Universitatea Cluj y una de las estrellas de la zona. Adam lideró a un equipo competitivo que finalizó la temporada en quinto lugar, su mejor puesto hasta la fecha, con resultados inesperados como una victoria frente al Rapid de Bucarest. A mediados de esa campaña inauguró su nuevo estadio, el Stadionul Dr. Constantin Rădulescu.
La buena actuación de 1972 no pudo mantenerse en los siguientes años. Tras dos temporadas en las últimas posiciones y al borde del descenso, en 1975/76 CFR Cluj finalizó en penúltimo lugar y descendió a segunda división. El club tardaría casi tres décadas en volver a la máxima categoría.
CFR Cluj tuvo problemas para adaptarse a la Divizia B, aunque en su primera temporada estuvo a las puertas del ascenso, llegando hasta una promoción que perdió ante el FC Baia Mare. El club se vio obligado a desprenderse de sus mejores jugadores, y alternó la segunda y tercera categoría en los años 1980. En los años 1990 la mala situación económica se agudizó, y la llegada de los patrocinadores no alivió la crisis institucional del club, que quedó relegado a la tercera categoría rumana. CFR Cluj estaba al borde de la bancarrota, y el presidente Marius Bretan puso a la venta la entidad.

### Llegada de Árpád Pászkány y éxitos deportivos
En enero de 2002, el dueño de concesionarios y empresario transilvano Árpád Pászkány, propietario de Ecomax General Investments, se convirtió en accionista mayoritario y creó una sociedad de gestión deportiva, con el objetivo de sanear las cuentas y llevar al Cluj a Divizia A. En la temporada 2001/02, CFR Cluj consiguió su primer objetivo y subió a Divizia B. Pászkány invirtió mucho dinero para contratar jóvenes promesas del fútbol rumano, y en la temporada 2003/04 finalizó líder de segunda, por lo que el club de Cluj-Napoca regresó a la máxima competición 28 años después.

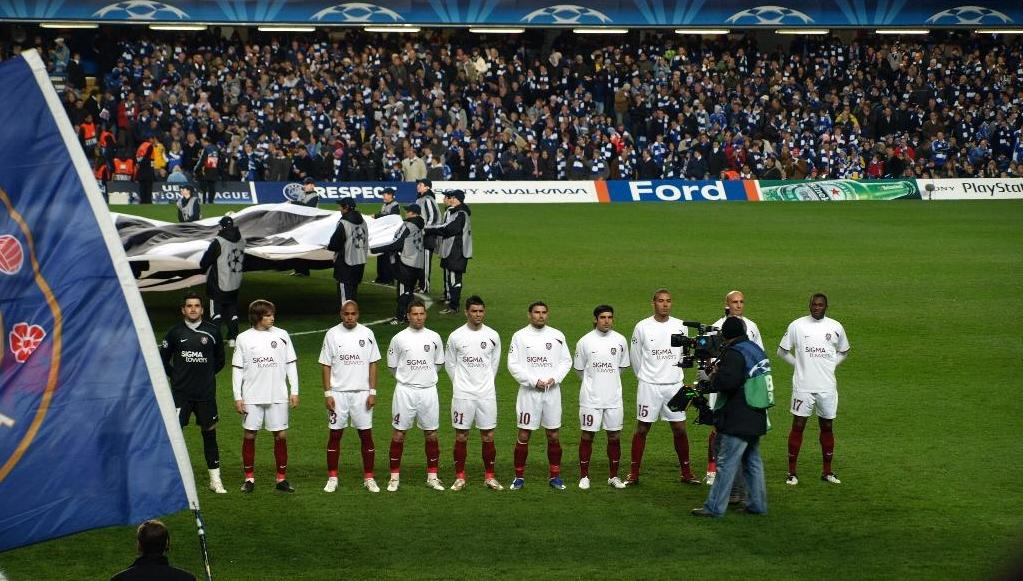
El CFR Cluj antes del partido de Liga de Campeones ante el Chelsea FC.

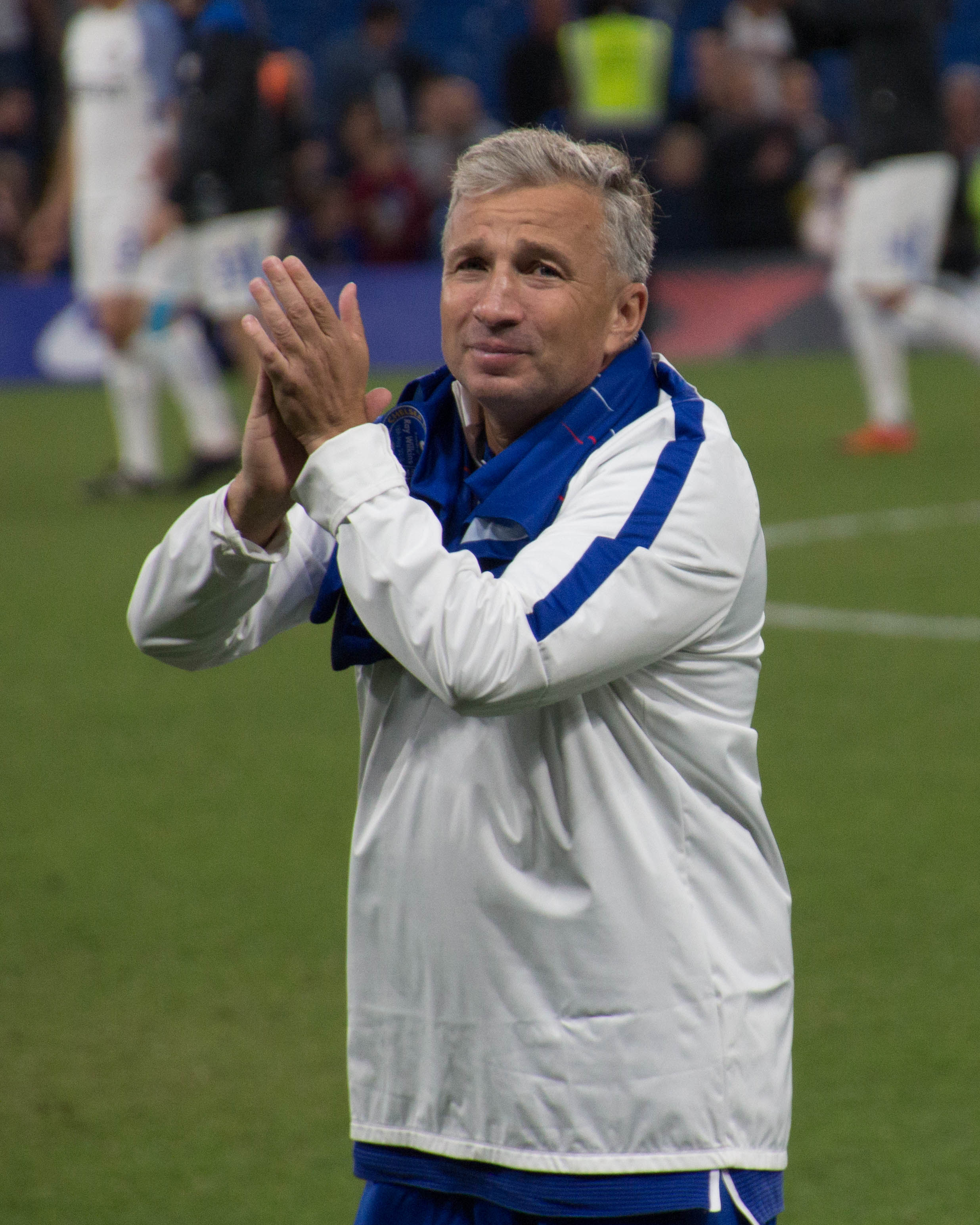
Dan Petrescu dirigió al club en el título de la temporada 2017–18.

Para su regreso a Divizia A, CFR Cluj realizó múltiples contrataciones de gente con experiencia en la categoría. Aunque finalizó una buena primera ronda en sexta posición, en la segunda vuelta su juego empeoró y el equipo terminó en undécimo lugar. Poco a poco el club progresó, y en 2005 consiguió su clasificación para la Copa Intertoto, el primer torneo europeo de su historia. Bajo las órdenes de Dorinel Munteanu como jugador-entrenador, el equipo derrotó al Athletic Club, AS Saint-Étienne y llegó hasta la fase final, donde cayó ante el RC Lens. En el torneo doméstico finalizaron quintos, igualando su mejor clasificación histórica hasta la fecha.
Tras consolidarse en el campeonato doméstico, Pászkány contrató a futbolistas internacionales procedentes de Europa y Sudamérica y firmó convenios de colaboración con el Sporting de Lisboa y el SL Benfica. La presencia de extranjeros en la plantilla se acentuó en la temporada 2007/08. A las órdenes del técnico rumano Ioan Andone, el equipo se situó en las primeras posiciones de la tabla desde el primer momento, y dio la sorpresa al ganar la liga en la última jornada frente al Universitatea Cluj. De este modo, CFR Cluj ganó su primer campeonato. Además, era la primera vez en más de 20 años que un equipo ganaba la competición sin estar asentado en Bucarest. Tres días después, CFR Cluj ganó la Copa de Rumanía ante Unirea Urziceni.
La victoria en liga del CFR Cluj le valió su clasificación para la Liga de Campeones, donde fueron encuadrados con el Chelsea FC, AS Roma y Girondins de Burdeos en la fase de grupos. Aunque Cluj era inferior a esos clubes y terminó último, los rumanos firmaron un buen papel en la competición con una victoria ante la Roma y un empate, 0–0, frente al Chelsea. En la liga finalizaron en cuarto lugar pero consiguieron su segundo título de Copa, por lo que pudieron clasificarse para la Europa League. En 2009/10, CFR Cluj ganó su segundo título de liga en su historia, manteniendo una fuerte inversión en la renovación de la plantilla y las infraestructuras del club.
En la temporada 2012-13, el club hizo historia el la Liga de Campeones, cuando le ganaron al Manchester United de Alex Ferguson en Old Trafford con un resultado de 1-0, con un golazo desde afuera del área por Luís Alberto. El club terminó en el tercer puesto en el grupo, con 10 puntos.
En febrero de 2015 el club se declara en quiebra para así evitar su desaparición, después de que un tribunal aceptara la petición correspondiente del club, siendo así penalizado con 24 puntos en Liga.

## Estadio

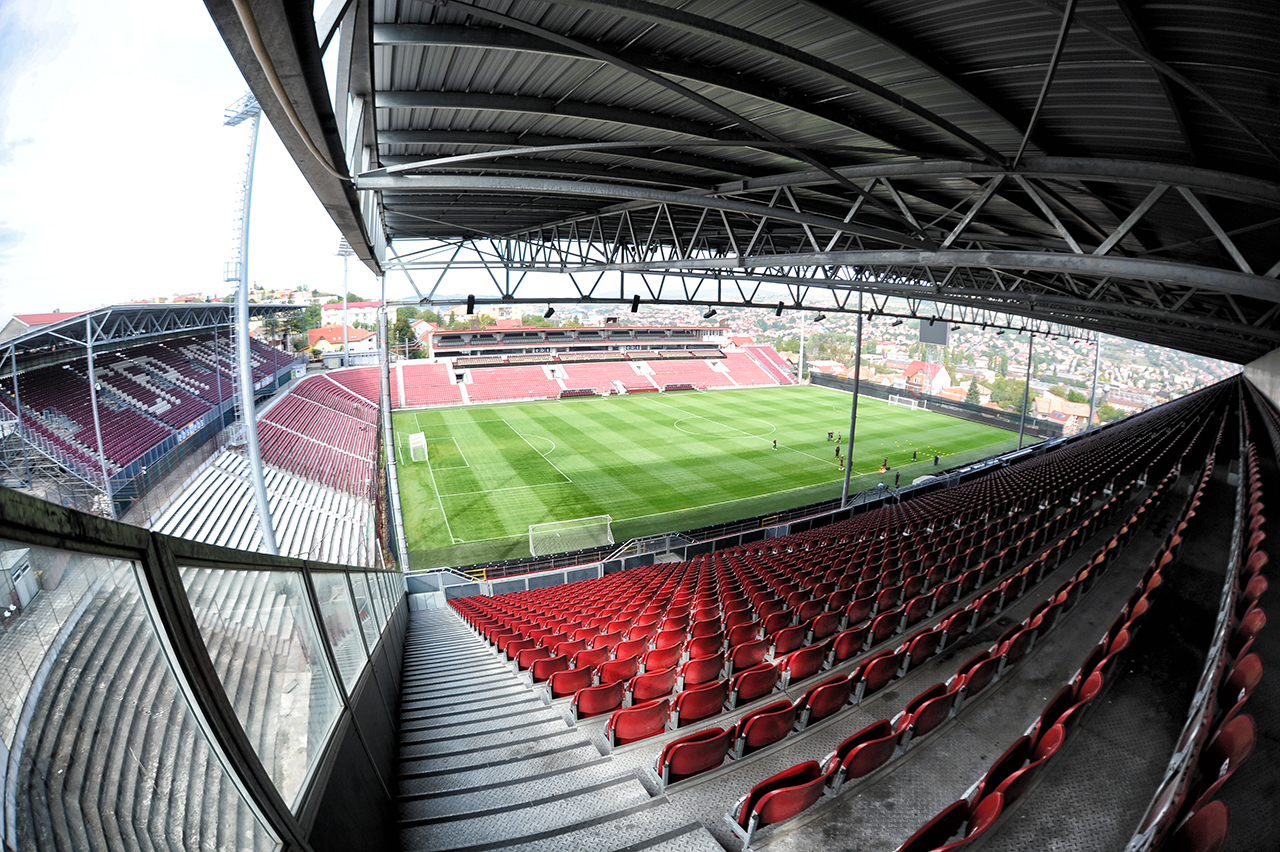
Estadio Dr. Constantin Rădulescu.

El estadio del CFR Cluj es el Estadio Dr. Constantin Rădulescu, con capacidad para 23.500 espectadores. El campo fue construido en 1973, pero con la llegada de los nuevos propietarios se acometió una gran remodelación. La UEFA ha otorgado al estadio tres estrellas, lo que le permite celebrar competiciones internacionales. Su propietario es el Ministerio de Transportes de Rumanía.
En su construcción original, el campo contaba con 10 000 localidades. Más tarde se le añadió el nombre de Constantin Rădulescu, internacional con la selección rumana en 1930 y entrenador del CFR Cluj en su primera temporada en la máxima categoría. El estadio se mantuvo sin grandes cambios hasta 2007, cuando la victoria en Liga I y las competiciones internacionales obligaron a la entidad a realizar una profunda remodelación. El aforo se amplió hasta los 25.000 espectadores todos sentados.

## Rivalidades
El principal rival del CFR Cluj son sus vecinos del Universitatea Cluj, con quienes disputa el Derbi de Cluj. Ambos son los clubes más importantes y seguidos de la ciudad y cuentan con una larga tradición futbolística. El primer enfrentamiento entre ambos fue un CFR 1–2 CSU Cluj en 1924.

## Récords
- Mayor victoria: CFR Cluj 10–0 Minaur Zlatna (4 de octubre de 2003)
- Peor derrota: CFR Bucarest 12–2 CFR Cluj (20 de abril de 1949)
- Jugador con más partidos en la Liga I:  Cadú (202 partidos)
- Máximo goleador en la Liga I:  Mihai Adam (47 goles)

## Jugadores

### Jugadores destacados
- Mihai Adam
- Adrian Anca
- Cristian Coroian
- Nicolae Dică
- Cristian Dulca
- Vasile Jula
- Ştefan Kovács
- Bogdan Mara
- Radu Mărginean
- Alin Minteuan
- Dorinel Munteanu
- Romeo Surdu
- Cosmin Tilincă
- Dorin Toma
- Eugen Trică
- Martin Tudor
- Petru Ţurcaş
- Emmanuel Culio
- Sebastián Dubarbier
- Cristian Fabbiani
- Sixto Peralta
- André Galiassi
- Didi
- Hugo Alcântara
- Rafael Bastos
- Renan García
- Yssouf Koné
- Lacina Traoré
- Tony
- Ioannis Matzourakis
- Carlo Costly
- Roberto De Zerbi
- Davide Petrucci
- Antonio Semedo
- Beto Bastos
- Dani
- Manuel José
- Pedro Oliveira
- Modou Sougou
- Sead Brunčević
- Svetozar Mijin
- Zoran Milošević
- Álvaro Pereira

## Palmarés

### Tornes nacionales
- Liga I (8): 2007-08, 2009-10, 2011-12, 2017-18, 2018-19, 2019-20, 2020-21, 2021-22
- Liga II (2): 1968-69, 2003-04
- Liga III (7): 1946-47, 1982-83, 1985-86, 1988-89, 1990-91, 1995-96, 2001-02
- Copa de Rumania (5): 2007-08, 2008-09, 2009-10, 2015-16, 2024-2025
- Supercopa de Rumania (4): 2009, 2010, 2018, 2020

### Torneos internacionales
- Subcampeón de la Copa Intertoto (1): 2005

## Participación en competiciones de la UEFA
| Temporada | Torneo                        | Ronda              | Club                  | Local      | Visitante | Global      |
| --------- | ----------------------------- | ------------------ | --------------------- | ---------- | --------- | ----------- |
| 2005      | UEFA Intertoto Cup            | 1                  | Vėtra                 | 3–2        | 4–1       | 7–3         |
| 2005      | UEFA Intertoto Cup            | 2                  | Athletic Club         | 1–0        | 0–1 (aet) | 1–1 (5–3 p) |
| 2005      | UEFA Intertoto Cup            | 3                  | Saint-Étienne         | 1–1        | 2–2       | (a) 3–3     |
| 2005      | UEFA Intertoto Cup            | Semifinales        | Žalgiris Vilnius      | 5–1        | 2–1       | 7–2         |
| 2005      | UEFA Intertoto Cup            | Final              | Lens                  | 1–1        | 1–3       | 2–4         |
| 2007–08   | UEFA Cup                      | 2.ª Clasificatoria | Anorthosis Famagusta  | 1–3        | 0–0       | 1–3         |
| 2008–09   | UEFA Champions League         | Grupo A            | Roma                  | 1–3        | 2–1       | 4º Lugar    |
| 2008–09   | UEFA Champions League         | Grupo A            | Chelsea               | 0–0        | 1–2       | 4º Lugar    |
| 2008–09   | UEFA Champions League         | Grupo A            | Bordeaux              | 1–2        | 0–1       | 4º Lugar    |
| 2009–10   | UEFA Europa League            | Play-off           | Sarajevo              | 2–1        | 1–1       | 3–2         |
| 2009–10   | UEFA Europa League            | Grupo K            | Copenhague            | 2–0        | 0–2       | 4º Lugar    |
| 2009–10   | UEFA Europa League            | Grupo K            | PSV                   | 0–2        | 0–1       | 4º Lugar    |
| 2009–10   | UEFA Europa League            | Grupo K            | Sparta Praha          | 2–3        | 0–2       | 4º Lugar    |
| 2010–11   | UEFA Champions League         | Grupo E            | Basel                 | 2–1        | 0–1       | 4º Lugar    |
| 2010–11   | UEFA Champions League         | Grupo E            | Roma                  | 1–1        | 1–2       | 4º Lugar    |
| 2010–11   | UEFA Champions League         | Grupo E            | Bayern Múnich         | 0–4        | 2–3       | 4º Lugar    |
| 2012–13   | UEFA Champions League         | 3.ª Clasificatoria | Slovan Liberec        | 1–0        | 2–1       | 3–1         |
| 2012–13   | UEFA Champions League         | Play-off           | Basel                 | 1–0        | 2–1       | 3–1         |
| 2012–13   | UEFA Champions League         | Grupo H            | Braga                 | 3–1        | 2–0       | 3º Lugar    |
| 2012–13   | UEFA Champions League         | Grupo H            | Manchester United     | 1–2        | 1–0       | 3º Lugar    |
| 2012–13   | UEFA Champions League         | Grupo H            | Galatasaray           | 1–3        | 1–1       | 3º Lugar    |
| 2012–13   | UEFA Europa League            | 1/32               | Internazionale        | 0–3        | 0–2       | 0–5         |
| 2014–15   | UEFA Europa League            | 2.ª Clasificatoria | Jagodina              | 0–0        | 1–0       | 1–0         |
| 2014–15   | UEFA Europa League            | 3.ª Clasificatoria | Dinamo Minsk          | 0–2        | 0–1       | 0–3         |
| 2018–19   | UEFA Champions League         | 2.ª Clasificatoria | Malmö FF              | 0–1        | 1−1       | 1–2         |
| 2018–19   | UEFA Europa League            | 3ª Clasificatoria  | Alashkert             | 5−0        | 2−0       | 7–0         |
| 2018–19   | UEFA Europa League            | Play-off           | Dudelange             | 2–3        | 0–2       | 2–5         |
| 2019–20   | UEFA Champions League         | 1ª Clasificatoria  | Astaná                | 3−1        | 0–1       | 3–2         |
| 2019–20   | UEFA Champions League         | 2.ª Clasificatoria | Maccabi Tel Aviv      | 1–0        | 2–2       | 3–2         |
| 2019–20   | UEFA Champions League         | 3.ª Clasificatoria | Celtic                | 1–1        | 4–3       | 5–4         |
| 2019–20   | UEFA Champions League         | Play-Off           | Slavia Praga          | 0–1        | 0–1       | 0–2         |
| 2019–20   | UEFA Europa League            | Grupo E            | Lazio                 | 2–1        | 0–1       | 2º Lugar    |
| 2019–20   | UEFA Europa League            | Grupo E            | Celtic                | 2–0        | 0–2       | 2º Lugar    |
| 2019–20   | UEFA Europa League            | Grupo E            | Stade Rennais         | 1–0        | 1–0       | 2º Lugar    |
| 2019–20   | UEFA Europa League            | 1/32               | Sevilla               | 1–1        | 0–0       | 1–1 (v.)    |
| 2020-21   | UEFA Champions League         | 1ª Clasificatoria  | Floriana              | –          | 2–0       | 2–0         |
| 2020-21   | UEFA Champions League         | 2.ª Clasificatoria | Dinamo Zagreb         | 2–2        | –         | 2–2 (5:6 p) |
| 2020-21   | UEFA Europa League            | 3.ª Clasificatoria | Djurgårdens           | –          | 1–0       | 1–0         |
| 2020-21   | UEFA Europa League            | Play-Off           | KuPS                  | 3–1        | –         | 3–1         |
| 2020-21   | UEFA Europa League            | Grupo A            | CSKA Sofía            | 0–0        | 2−0       | 3º Lugar    |
| 2020-21   | UEFA Europa League            | Grupo A            | Young Boys            | 1–1        | 1–2       | 3º Lugar    |
| 2020-21   | UEFA Europa League            | Grupo A            | Roma                  | 0–2        | 0–5       | 3º Lugar    |
| 2021-22   | UEFA Champions League         | 1.ª Clasificatoria | Borac                 | 3–1        | 1–2       | 4–3 (t. s.) |
| 2021-22   | UEFA Champions League         | 2.ª Clasificatoria | Lincoln Red Imps      | 2–0        | 2–1       | 4–1         |
| 2021-22   | UEFA Champions League         | 3.ª Clasificatoria | Young Boys            | 1–1        | 1–3       | 2–4         |
| 2021-22   | UEFA Europa League            | Play-Off           | Estrella Roja         | 1–2        | 0–4       | 1–6         |
| 2021-22   | UEFA Europa Conference League | Grupo D            | Jablonec              | 2–0        | 0–1       | 4º Lugar    |
| 2021-22   | UEFA Europa Conference League | Grupo D            | Randers               | 1–1        | 1–2       | 4º Lugar    |
| 2021-22   | UEFA Europa Conference League | Grupo D            | AZ                    | 0–1        | 0–2       | 4º Lugar    |
| 2022–23   | UEFA Champions League         | 1° Clasificatoria  | Pyunik                | 2–2 (t.e.) | 0–0       | 2–2 (3–4 p) |
| 2022–23   | UEFA Conference League        | 2° Clasificatoria  | Inter Club d'Escaldes | 3–0        | 1–1       | 4–1         |
| 2022–23   | UEFA Conference League        | 3° Clasificatoria  | Shakhtyor Soligorsk   | 1–0        | 0–0       | 1–0         |
| 2022–23   | UEFA Conference League        | Playoff            | Maribor               | 1–0        | 0–0       | 1–0         |
| 2022–23   | UEFA Conference League        | Grupo G            | Slavia Prague         | 2–0        | 1–0       | 2° lugar    |
| 2022–23   | UEFA Conference League        | Grupo G            | Sivasspor             | 0–1        | 0–3       | 2° lugar    |
| 2022–23   | UEFA Conference League        | Grupo G            | Ballkani              | 1–0        | 1–1       | 2° lugar    |
| 2022–23   | UEFA Conference League        | Segundo playoff    | Lazio                 | 0–0        | 0–1       | 0–1         |
| 2023–24   | UEFA Conference League        | 2° Clasificatoria  | Adana Demirspor       | 1–1        | 1–2       | 2–3         |
| 2024–25   | UEFA Conference League        | 2° Clasificatoria  | Neman Grodno          | 0–0        | 5–0       | 5–0         |
| 2024–25   | UEFA Conference League        | 3° Clasificatoria  | Maccabi Petah Tikva   | 1–0        | 1–0       | 2–0         |
| 2024–25   | UEFA Conference League        | PO                 | Pafos                 | 1–0        | 0-3       | 1–3         |

## Entrenadores del CFR Cluj (desde 2001)
- Constantin Rădulescu
- Marius Bretan (2001–2002)
- George Ciorceri (2002–2003)
- Adrian Coca (2004)
- Aurel Şunda (2004–2005)
- Dorinel Munteanu (2005–2006)
- Cristiano Bergodi (2006–2007)
- Ioan Andone (2007–2008)
- Maurizio Trombetta (2008–2009)
- Aleš Jindra
 /  Dušan Uhrin, Jr. (enero–abril 2009)
- Toni Conceição (abril–nov 2009)
- Andrea Mandorlini (2009–1010)
- Sorin Cârţu (sept–nov 2010)
- Alin Minteuan (nov 2010–may 2011)
- Jorge Costa (may 2011–abr 2012)
- Ioan Andone (abr 2012–oct 2012)
- Francisc Dican (interino) (oct 2012)
- Paulo Sérgio (oct 2012–abr 2013)
- Eugen Trică (abr 2013– jun 2013)
- Mircea Rednic (jun 2013 –ago 2013)
- Petre Grigoraș (ago 2013 –dic 2013)
- Vasile Miriuță (dic 2013 –nov 2014)
- Francisc Dican (interino) (nov–dic 2014)
- Eugen Trică (ene 2015–abr 2015)
- Francisc Dican (abr 2015 –may 2015)
- Dan Matei (jun 2015–dic 2015)
- Toni Conceição (dic 2015–jun 2016)
- Vasile Miriuță (jun 2016–jun 2017)
- Dan Petrescu (jun 2017–jun 2018)
- Edward Iordănescu (jun 2018–jul 2018)
- Toni Conceição (jul 2018–feb 2019)
- Dan Petrescu (mar 2019–nov 2020)
- Edward Iordănescu (dic 2020–may 2021)
- Marius Șumudică (jun 2021–27 ago 2021)
- Dan Petrescu (ago 2021–jun 2023)
- Andrea Mandorlini (jul 2023–ene 2024)
- Adrian Mutu (ene 2024-abr 2024)
- Dan Petrescu (abr 2024-pte)